# Hi Gang!
Hi Gang! est un film britannique réalisé par Marcel Varnel, sorti en 1941.
Il est adapté d'une série radiophonique populaire de la radio britannique BBC, diffusée entre 1940 et 1949.

## Synopsis
Deux reporters mariés new-yorkais travaillant pour des radios rivales se livrent une concurrence acharnée. Un coup de pub du couple pour adopter un jeune évacué britannique en direct tourne mal et ils finissent par adopter Albert, le fils d'un tenancier de pub, et son oncle Jerry, un homme acariâtre. Ils se rendent en Angleterre, persuadés qu'Albert est le fils de Lord Amersham.

## Fiche technique
- Réalisation : Marcel Varnel
- Scénario : Bebe Daniels, Ben Lyon, Marriott Edgar, Val Guest, J. O. C. Orton, Howard Irving Young
- Producteur : Edward Black
- Photographie : Jack E. Cox
- Montage : R. E. Dearing
- Musique :Louis Levy
- Production : Gainsborough Pictures
- Producteur : General Film Distributors
- Durée : 100 minutes
- Date de sortie : 29 décembre 1941[2]

## Distribution
- Bebe Daniels : The Liberty Girl

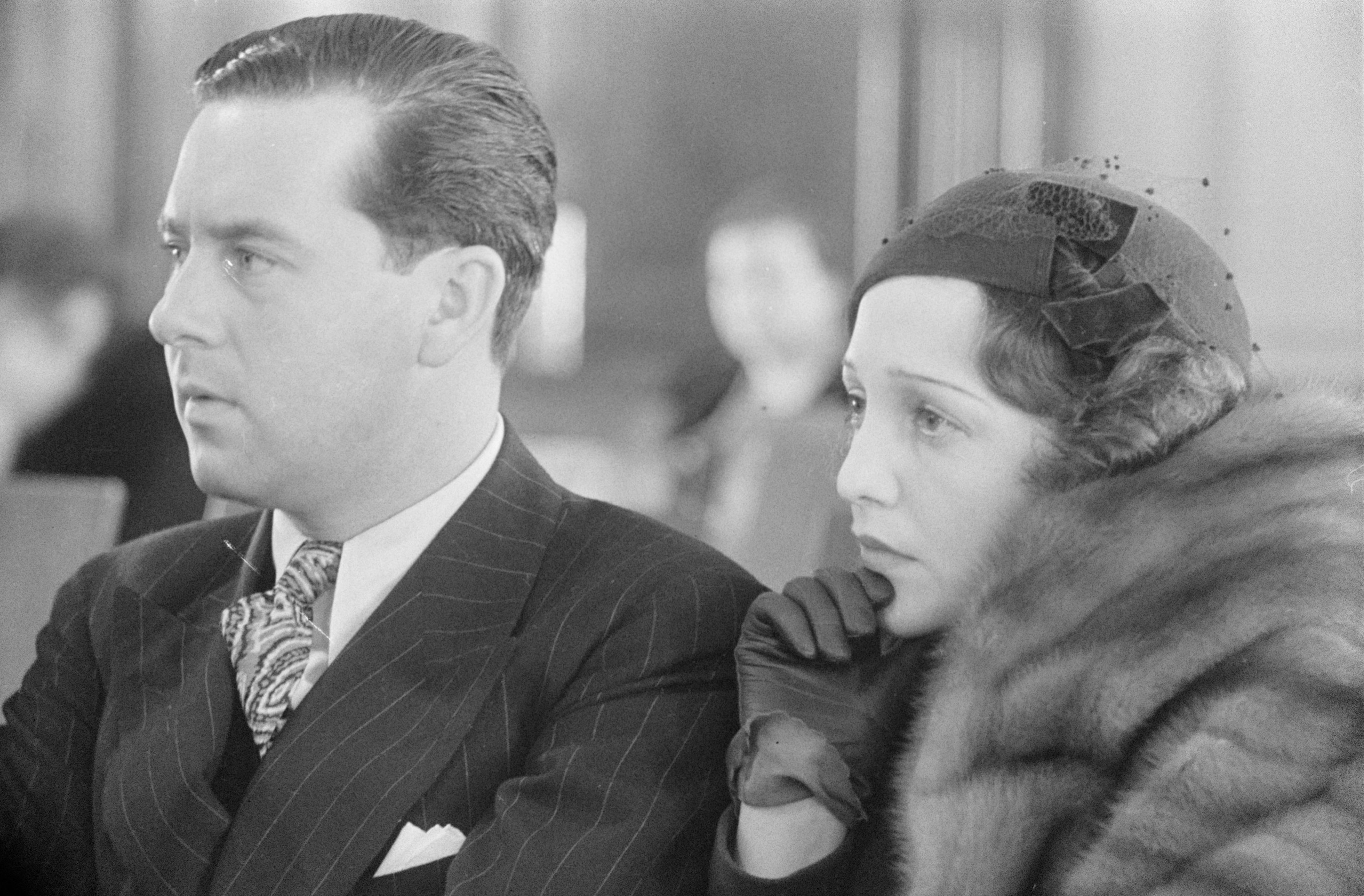
Bebe Daniels avec son mari Ben Lyon en 1933.

- Ben Lyon : The Liberty Girl's Other Half
- Vic Oliver : The Nuisance With The Ideas
- Moore Marriott : Uncle Jerry
- Graham Moffatt : Albert Tomlin
- Felix Aylmer : Lord Amersham
- Percy Parsons : Hergensheimer
- Diana Beaumont : secrétaire de Hergensheimer
- Jacques Brown : Botticelli
- Mavis Villiers : secrétaire de Botticelli
- Maurice Rhodes : Ben "Little Ben"
- Richard George : Policier
- Georgina Mackinnon : Mrs. Endicott
- MacDonald Parke : Attorney
- Esme Percy : Lord Chamberlain
- Ben Williams : Elmer